# Cantó de La Chambre
El cantó de La Chambre és un cantó francès del departament de la Savoia, situat al districte de Saint-Jean-de-Maurienne. Té 14 municipis i el cap és La Chambre.

## Municipis
- La Chambre
- La Chapelle
- Les Chavannes-en-Maurienne
- Montaimont
- Montgellafrey
- Notre-Dame-du-Cruet
- Saint-Alban-des-Villards
- Saint-Avre
- Saint-Colomban-des-Villards
- Saint-Étienne-de-Cuines
- Saint-François-Longchamp
- Sainte-Marie-de-Cuines
- Saint-Martin-sur-la-Chambre
- Saint-Rémy-de-Maurienne

## Història
| Date d'elecció                                      | Identitat         | Partit                      | Qualitat                          |
| --------------------------------------------------- | ----------------- | --------------------------- | --------------------------------- |
| Les données antérieures ne sont pas encore connues. |                   |                             |                                   |
| 1949-1955                                           | M. André          | PCF                         |                                   |
| 1955-1973                                           | M. Vinit          | SFIO després PS             |                                   |
| 1973-1985                                           | M. Berthier       | PCF                         |                                   |
| 1985-2011                                           | Daniel Dufreney   | RPR després DVD després CNI | Alcalde de La Chambre des de 1989 |
| 2011-en cours                                       | Jean-Louis Portaz | FG                          | Alcalde de La Chapelle            |

## Demografia
| 1882                                                          | 1926 | 1962 | 1968 | 1975 | 1982  | 1990  | 1999  | 2008  |
| ?                                                             | ?    | ?    | ?    | ?    | 5.706 | 5.942 | 6.184 | 7.015 |
| ------------------------------------------------------------- | ---- | ---- | ---- | ---- | ----- | ----- | ----- | ----- |
| Nombre retenu à partir de 1990: Població sense dobles comptes |      |      |      |      |       |       |       |       |